# Tlaquiltepec
Tlaquiltepec es una comunidad ubicada en el estado de Guerrero, México.

## Ubicación
- Latitud: 17° 45′ 0 N
- Longitud: 98 ° 32' 60 O

## Etimología
El nombre de esta comunidad proviene de un cerro cercano llamado Tlajiltzin.
TLAQUILTEPEC
Localización. La comunidad de Tlaquiltepec (municipio de Huamuxtitlán), se encuentra en la parte Este del estado de Guerrero, a 38 km, de la ciudad de Tlapa de Comonfort. Geográficamente se ubica en las coordenadas 17° 44′ 0.1″ de Latitud Norte y 98° 32′ 52.4″ de Longitud Oeste, a una altitud de 916 m., ocupando los costados de la carretera Tlapa-Puebla.
Sus límites territoriales son los siguientes: colindando al norte con la cabecera municipal de Huamuxtitlán, al sur con la población de Tlalquetzala, al oriente con el estado de Oaxaca y al poniente con la población de Coyahualco. La superficie territorial de la comunidad es de 2,919 ha.
1.2 Proceso Histórico de la Comunidad. Toponimia: Tlaquiltepec: proviene del náhuatl: Tlaqui, tierra fértil y tepec, junto al cerro. Su significado es: tierra fértil junto al cerro. Dicen sus pobladores que el nombre hace referencia al cerro El Sombrero.
En la monografía de Tlaquiltepec, se narra que los primeros pobladores se asentaron en estas tierras en 1550, provenientes de Coyahualco, poblado vecino ubicado al otro lado del río, quienes migraron para vivir en las playas del río Tlapaneco que, por sus altos conocimientos en manejo del agua (se cree que son migraciones xochimilcas del valle de México) cambiaban las playas infértiles del río, haciéndolas tierras con alto contenido en nutrimentos, debido a que provocaban inundaciones y obtenían limo del río, quedando después de unos años tierras aptas para la agricultura.
En 1560, el virrey Venegas autoriza el plano de extensión territorial de la población, la cual se encontraba distribuida entre tierras comunales y en tierras federales.
Posteriormente en el proceso evangelizador, los frailes Agustinos construyeron una primera capilla en 1570 (año de conclusión), utilizándose para ello material de la región. Esta capilla también significará un geosímbolo sobre el cual se empieza a concentrar la población formando el primer barrio de Tlaquiltepec.
A partir de 1920, se inicia la construcción de la primera brecha que da inicio a la comunicación con las comunidades de la cañada. En 1980 se inicia el asfaltado de la carretera federal Tlapa-Puebla.
En 18 de junio de 1952, se publicó, en el Diario Oficial de la Federación, la dotación de 2,919 ha., de tierras comunales.
En el año de 1954 se introdujo la luz eléctrica; en 1979 se construye el primer centro de salud (pertenecía al IMSS), que daba servicio a las comunidades de su alrededor. En 1982 se construyó la iglesia de San Miguel, donde participan todos los habitantes.
El 22 de junio del año de 1989 hubo una fuerte inundación que provocó pérdidas de bienes materiales (viviendas) y algunas hectáreas de tierras fértiles. Fue entonces cuando decidieron poblar las partes altas de la comunidad, pese a la escasez de agua en ese lugar. Ya asentados en su nuevo hogar, también se restableció la comisaría, pues la anterior se perdió a causa del desastre.
En la década de los 70, y principalmente en los 90, se presentan los problemas más graves de contaminación del río Tlapaneco. Este es el principal problema que identifican los pobladores de Tlaquiltepec.
2. Caracterización Ambiental.
2.1 Tipos de Clima. Para los terrenos de la comunidad de Tlaquiltepec se conocen tres tipos climáticos, conforme la clasificación de Köppen, modificada por García (1981). El tipo climático prevaleciente en la parte central es seco y semicálido con régimen de lluvias típicamente de verano; tiene poca oscilación térmica; la marcha anual de la temperatura es de tipo Ganges; cuya fórmula es BS1hw(w)(i’)g. (INEGI, 2002).
Este tipo climático cubre 1,610.02 ha de la comunidad; espacialmente la franja más ancha de la porción central, con dirección norte-sur. Abarca un rango altitudinal de aproximadamente 600 m (entre los 1,100 y los 1,700 m). El tipo de vegetación más común en este clima es la selva baja caducifolia y sus variantes (Pérez et al, 1998).
Otro tipo climático presente en la comunidad es el seco y cálido, con precipitación media anual del orden de los 688.8 mm, que lo ubica como semiárido; la mayor cantidad de precipitación se presenta durante los meses de agosto y septiembre; el régimen de lluvias es típicamente de verano; la temperatura media anual es de 26.2 °C, tiene una oscilación térmica de 4.9 °C que lo clasifica en la categoría de isotermal; la marcha anual de la temperatura es de tipo Ganges; cuya fórmula es BS1(h')w(w)ig[1]. Este tipo climático cubre una superficie estimada en 649.43 ha de la comunidad, ocupando la porción más baja y plana (900 a 1000 m). Bajo este tipo climático se encuentra la mayor parte del área agrícola.
El tercer tipo climático, corresponde a un clima semicálido subhúmedo, con un régimen de lluvias típicamente de verano, la precipitación anual es del orden de los 780.1 mm, que lo clasifica como el menos húmedo de los subhúmedos, siendo agosto y septiembre los meses de mayor precipitación y cuya fórmula es A(C)w1(w)(i')g. Ocupa las partes más altas en la porción Este de los terrenos de Tlaquiltepec (≥ 1,500 m), en los cerros La Mula, Los Costeños, El Limón, El Escorpión y La Lagunita del Roble. Cubre una superficie aproximada de 648.54 has. El tipo de vegetación más asociado a este tipo climático es el bosque de encino, en particular, su fase ecotonal con la selva baja caducifolia.
2.2 Características Hidrológicas. La Región Barranca Huamuxtitlán–Tehuaxtitlán, forma parte de la Subcuenca del río Tlapaneco, dentro de la Región Hidrológica n.º 19, denominada río Balsas. La superficie estimada de la subcuenca del río Tlapaneco es de 5,133 km². Se origina en la parte alta de Montaña de Guerrero, a una altitud superior a los 3,000 m, recorriendo una distancia de 148 km. Por lo que se ubica en tercer lugar de importancia dentro de la región Hidrológica.
La red hidrológica de Tlaquiltepec está conformada por una serie arroyos de corta distancia y duración que corren por las barrancas con orientación general Noreste-Oeste, hasta desembocar en el río Tlapaneco. La corriente principal, denominada arroyo El Cocodrilo, drena parcialmente la parte Cerril de la comunidad, en las porciones Centro-Este y Centro-Sur.
2.3 Geología y Geomorfología Regional. Geológicamente, el estado de Guerrero está subdivido en tres terrenos: Guerrero, Xolapa y Mixteco. El terreno Mixteco aflora en la parte noreste del Estado y se extiende hacia los estados de Puebla y Oaxaca. En el estado de Guerrero abarca una superficie de aproximadamente 120 km., de largo y 130 km., de ancho; cubriendo la mayor parte de la región Montaña. Su basamento está constituido por el Complejo Acatlán del Paleozoico inferior, principalmente por filitas y cuarcitas y, en menor medida por esquistos de todo tipo, gneises, granitoides e intrusiones de rocas máficas y ultramáficas. Sobre el Complejo Acatlán se depositaron rocas sedimentarias marinas del Carbonífero-Pérmico y del Mesozoico (Formación Olinalá) y, continentales del Jurásico y Cretácico (Formaciones Chapolapa, Zicapa, Chilacachapa, Teposcolula, Morelos, Cuautla y Mezcala, grupo Tecojcoyunca y, conglomerado Cualac). Los sedimentos del Jurásico incluyen un conglomerado de cuarzo y rocas clásticas, carbón y carbonatos. Durante el Cenozoico se depositaron sedimentos continentales y rocas volcánicas cubriendo a las anteriores (Keeman y Estrada, 1999; Ramírez-Espinosa, 1982).
La comunidad de Tlaquiltepec presenta cuatro unidades geomorfológicas principales, las unidades de calizas del cretácico inferior Ki (cz), que cubren toda la porción este de la comunidad y una faja que va de norte a sur. La superficie ocupada por esta unidad es de 1,858 ha, que representa 63.9% de la superficie total. Una segunda unidad la conforma el Aluvión que es un depósito de origen fluvial que se desarrolla a lo largo del Río Tlapaneco y, ocupa una superficie 427.3 ha, lo que representa el 14.7% de la comunidad.
Otra unidad presente, son las rocas evaporíticas (yesos) que forma una flanja angosta con un rumbo de Noroeste a Sur, rematando sobre calizas y conglomerados y areniscas; esta unidad ocupa una superficie 394.7 ha, representando 13.6% de la comunidad.
Los conglomerados y areniscas, que se desarrolla de Noroeste-Sureste forman una cuchilla angosta paralela al Aluvión. La superficie ocupada por esta unidad es de 226.3 ha, lo que equivale al 7.8% del área total.
Fisiográficamente, la región Montaña, pertenece a la provincia Sierra Madre del Sur; Subprovincia Cordillera Costera del Sur, que se desarrolla a lo largo de casi 500 km., en correspondencia a la línea costera y posee la característica de tener su cresta a una altitud casi constante de poco más de 2000 m. Sin embargo, cuenta con algunas prominencias que rebasan los 3000 m (Keeman y Estrada, 1999).
Los terrenos de Tlaquiltepec muestran un patrón geológico claramente distinguible. El río Tlapaneco recientemente ha generado una planicie aluvial alrededor de su cauce, con suelos tipo Fluvisol eútrico (Je) y gléyico (Jg). La cual cubre un área aproximada de 427. 31 ha. De manera paralela a la planicie aluvial

## Actividad económica
Durante muchos años fue productor de frutas tropicales exóticas como el mamey que era de gran tamaño y color rojo, del aguacate llamado de leche, de la naranja criolla, del zapote negro, del tamarindo.
Antiguamente contaba con grandes extensiones de huertos y parcelas para el cultivo de maíz, arroz, frijol, sandía, jitomates rojos y otros, irrigadas por el Río Tlapaneco que dio prosperidad a esta región.
Últimamente la producción ha disminuido, ya que año tras año se han ido perdiendo las plantaciones.